# AMOTL2
AMOTL2‏ (Angiomotin like 2) هوَ بروتين يُشَفر بواسطة جين AMOTL2 في الإنسان.